# Trophée Frank-J.-Selke
Pour le trophée de la Ligue de hockey junior Maritimes Québec, voir Trophée Frank-J.-Selke (LHJMQ).
Le trophée Frank-J.-Selke (Frank J. Selke Trophy) est remis par la Ligue nationale de hockey à l'attaquant ayant démontré le plus de compétence défensive. Le gagnant est choisi par l'Association de presse de hockey professionnelle. C'est Bob Gainey qui inspira la création de ce trophée en raison de son abattage dans les tâches défensives, bien qu'il fût attaquant.
Ce trophée est décerné en l'honneur de Frank J. Selke, ancien directeur général des Maple Leafs de Toronto et des Canadiens de Montréal.
En ont remporté le plus grand nombre en carrière :
- 6 pour Patrice Bergeron (Bruins de Boston)
- 4 pour Robert Gainey (Canadiens de Montréal)
- 3 pour Guy Carbonneau (Canadiens de Montréal), Pavel Datsiouk (Red Wings de Détroit) et Jere Lehtinen (Stars de Dallas)

## Gagnants du trophée Frank-J.-Selke
Liste des récipiendaires :
- 1978 – Robert Gainey, Canadiens de Montréal
- 1979 – Robert Gainey, Canadiens de Montréal
- 1980 – Robert Gainey, Canadiens de Montréal
- 1981 – Robert Gainey (4), Canadiens de Montréal
- 1982 – Stephen Kasper (1), Bruins de Boston
- 1983 – Robert Clarke (1), Flyers de Philadelphie
- 1984 – Douglas Jarvis (1), Capitals de Washington
- 1985 – Craig Ramsay (1), Sabres de Buffalo
- 1986 – Troy Murray (1), Black Hawks de Chicago
- 1987 – David Poulin (1), Flyers de Philadelphie
- 1988 – Guy Carbonneau, Canadiens de Montréal
- 1989 – Guy Carbonneau, Canadiens de Montréal
- 1990 – Richard Meagher (1), Blues de Saint-Louis
- 1991 – Dirk Graham (1), Blackhawks de Chicago
- 1992 – Guy Carbonneau (3), Canadiens de Montréal
- 1993 – Douglas Gilmour (1), Maple Leafs de Toronto
- 1994 – Sergueï Fiodorov, Red Wings de Détroit
- 1995 – Ronald Francis (1), Penguins de Pittsburgh
- 1996 – Sergueï Fiodorov (2), Red Wings de Détroit
- 1997 – Michael Peca, Sabres de Buffalo
- 1998 – Jere Lehtinen, Stars de Dallas
- 1999 – Jere Lehtinen, Stars de Dallas
- 2000 – Stephen Yzerman (1), Red Wings de Détroit
- 2001 – John Madden (1), Devils du New Jersey
- 2002 – Michael Peca (2), Islanders de New York
- 2003 – Jere Lehtinen (3), Stars de Dallas
- 2004 – Kristopher Draper (1), Red Wings de Détroit
- 2005 – Saison annulée
- 2006 – Roderick Brind'Amour, Hurricanes de la Caroline
- 2007 - Roderick Brind'Amour (2), Hurricanes de la Caroline
- 2008 – Pavel Datsiouk, Red Wings de Détroit
- 2009 – Pavel Datsiouk, Red Wings de Détroit
- 2010 – Pavel Datsiouk (3), Red Wings de Détroit
- 2011 – Ryan Kesler (1), Canucks de Vancouver
- 2012 - Patrice Bergeron, Bruins de Boston
- 2013 - Jonathan Toews (1), Blackhawks de Chicago
- 2014 - Patrice Bergeron, Bruins de Boston
- 2015 - Patrice Bergeron, Bruins de Boston
- 2016 - Anže Kopitar (1), Kings de Los Angeles
- 2017 - Patrice Bergeron, Bruins de Boston
- 2018 - Anže Kopitar (2), Kings de Los Angeles
- 2019 - Ryan O'Reilly (1), Blues de Saint-Louis
- 2020 - Sean Couturier (1), Flyers de Philadelphie
- 2021 - Aleksander Barkov, Panthers de la Floride
- 2022 - Patrice Bergeron, Bruins de Boston
- 2023 - Patrice Bergeron (6), Bruins de Boston
- 2024 - Aleksander Barkov (2), Panthers de la Floride